# لوئیجی دی فیلیپو
لوئیجی دی فیلیپو (ایتالیایی: Luigi De Filippo؛ زاده ۱۰ اوت ۱۹۳۰ - مرگ ۳۱ مارس ۲۰۱۸) بازیگر ایتالیایی بود.
از فیلم‌های معروف او می‌توان به بازی در کراسلا، لازارلا و عشق به سبک ایتالیایی اشاره کرد.

## مرگ
فیلیپو، سرانجام روز یکشنبه ۳۱ مارس ۲۰۱۸ در سن ۸۷ سالگی در رم درگذشت.